# Domenico Albergo
Domenico Albergo (Catania, 16 febbraio 1889 – Piacenza, 28 agosto 1971) è stato un politico italiano.

## Biografia
Sottosegretario alla Marina nel Governo Badoglio II